# Patrouille de nuit
Pour plus de détails, voir Fiche technique et Distribution.
Patrouille de nuit (Night Patrol) est un film américain réalisé par Jackie Kong, sorti en 1984.

## Fiche technique
- Titre original : Night Patrol
- Titre français : Patrouille de nuit
- Réalisation et montage : Jackie Kong
- Scénario : Jackie Kong, Murray Langston, William A. Levey et Bill Osco
- Photographie : Hanania Baer et Jurg V. Walther
- Musique : Michael Hoenig
- Production : Bill Osco et Jackie Kong
- Pays d'origine : États-Unis
- Format : Couleurs - 1,85:1 - Mono
- Genre : Comédie[1]
- Durée : 85 minutes
- Date de sortie : 1984

## Distribution
- Linda Blair : l'officière Sue Perman
- Pat Paulsen : l'officier Kent Lane
- Jaye P. Morgan : Kate Parker
- Jack Riley : Doctor Ziegler
- Billy Barty : le capitaine Lewis
- Murray Langston : l'officier Melvin White
- Pat Morita : le victime de viol
- Sydney Lassick : le voyeur
- Andrew Dice Clay : Tony

## Distinctions
- 1 prix remporté au Razzie Awards en 1986 :
  - pire actrice (Linda Blair)